# Spathádes
Spathádes är en ort i Grekland.   Den ligger i prefekturen Trikala och regionen Thessalien, i den centrala delen av landet, 260 km nordväst om huvudstaden Aten. Spathádes ligger 358 meter över havet och antalet invånare är 339.
Terrängen runt Spathádes är kuperad åt nordost, men åt sydväst är den platt. Runt Spathádes är det ganska glesbefolkat, med 21 invånare per kvadratkilometer. Närmaste större samhälle är Trikala, 16,5 km söder om Spathádes. Trakten runt Spathádes består till största delen av jordbruksmark.